# Белебейка
Белебейка — река в России, протекает по Башкортостану. Устье реки находится в 114 км по левому берегу реки Усень. Длина реки составляет 10 км, площадь водосборного бассейна 64,9 км².

## Этимология
Лингвист Гумар Саттаров относит название к антропотопонимам, то есть к названиям, производным от собственных имен людей. Таким образом, владельца местных земель, звали Балабей, то есть маленький бай, бей (приставка, которая у тюркоязычных народов добавлялось к собственным именам знатных людей), затем Балабей смягчилось до Белебей (по аналогии с балакай – «дитятко», смягчилось в белекей – «маленький»).
Шарафутдинов Акилхан, считал что, слово Белебей восходит к древнеперсидскому болооби, где боло – «исток, вершина», оба – «вода», (слово оба, он также связывал с названием реки Обь).

## Данные водного реестра
По данным государственного водного реестра России относится к Камскому бассейновому округу, водохозяйственный участок реки — Ик от истока и до устья, речной подбассейн реки — бассейны притоков Камы до впадения Белой. Речной бассейн реки — Кама.
Код объекта в государственном водном реестре — 10010101312111100028244.